# Савина
Савина е българско име, но се среща рядко по нашите земи.
Жените, кръстени с името Савина празнуват имен ден на 5 декември (Сава) и се смята че носи късмет, защото Сава е денят след Варвара и преди Никулден.